# كيلي فاريس
كيلي فاريس (بالإنجليزية: Kelly Faris)‏ مواليد 16 يناير 1991 في إنديانا، هي لاعبة كرة سلة أمريكية. بدأت مسيرتها الاحترافية في سنة 2013. تم اختيارها من قبل فريق كونيتيكت صن خلال الدرافت. تلعب مع كونيتيكت صن في دوري الاتحاد الوطني لكرة السلة النسائية. وتحمل الرقم 34.

## روابط خارجية
- كيلي فاريس على موقع الاتحاد الدولي لكرة السلة (الإنجليزية)
- كيلي فاريس على موقع الاتحاد الوطني لكرة السلة النسائية (الإنجليزية)
- كيلي فاريس على موقع كرة السلة الأوروبية.كوم (الإنجليزية)
- كيلي فاريس على موقع كلية كرة السلة في سبورتس رفرنس.كوم (الإنجليزية)
- كيلي فاريس على موقع بروبوليرز (الإنجليزية)
- كيلي فاريس على موقع سبورتس رفرنس (الإنجليزية)